# Fever Crumb
Fever Crumb è un romanzo fantastico per ragazzi scritto da Philip Reeve, pubblicato nel 2009.